# Персей освобождает Андромеду
«Персей освобождает Андромеду», «Персей и Андромеда» (нидерл. Perseus bevrijdt Andromeda, итал. Perseo e Andromeda) — две картины выдающегося фламандского живописца Питера Пауля Рубенса, написанные в период 1620—1622 годов. Находятся: одна в собрании Государственного Эрмитажа в Санкт-Петербурге, другая — в Берлинской картинной галерее. В 1990-х годах историческое название эрмитажной картины было заменено новым, аналогичным наименованию берлинской картины: «Персей освобождает Андромеду». Это внесло досадную путаницу в другие источники.

## Сюжет
Персей (др.-греч. Περσεύς) — герой древнегреческой мифологии аргосского цикла, сын Данаи и Зевса, предок Геракла. Картина иллюстрирует античный миф об одном из подвигов героя: освобождении Андромеды, дочери царя Кефея. Мать девушки Кассиопея разгневала нереид похвалами собственной красоте, и Посейдон в наказание наслал на царство Кефея наводнение и морское чудовище. Прорицатели от имени Амона объявили, что бедствия закончатся, только когда Андромеду отдадут чудовищу на съедение; Кефею пришлось подчиниться. Персей влюбился в Андромеду с первого взгляда и пообещал Кефею убить морское чудовище при условии, что тот выдаст за него свою дочь. Когда царь принёс клятву, герой дождался выхода чудовища на берег и либо убил его в схватке, либо показал ему отрубленную им ранее волшебным мечом голову горгоны Медузы, страшный взгляд которой всех превращает в камень. Андромеда была освобождена. Жених принцессы Финей составил заговор, желая вернуть себе невесту, но Персей узнал об этом и достал из сумки голову Медузы, так что заговорщики превратились в камень.

## Иконография и композиция картины
В 1620—1622 годах Рубенс, один из самых ярких представителей фламандского барокко, создал на эту тему динамичную композицию. Он написал два варианта картины: они различаются расположением фигур и названиями. Один хранится в Санкт-Петербургском Эрмитаже, другой в Берлинской картинной галерее (ещё один вариант с одной фигурой Андромеды также находится в Берлинской галерее).

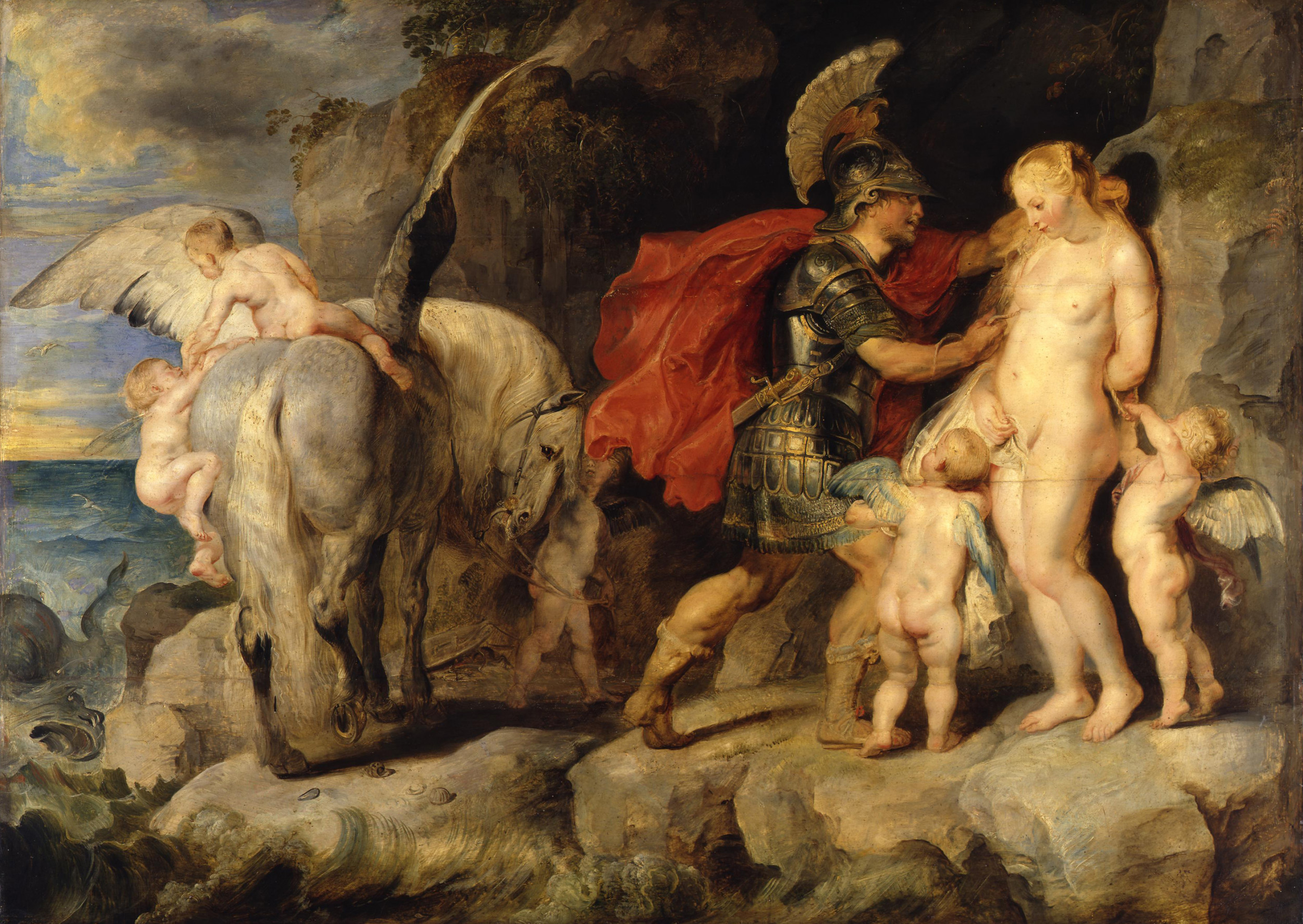
Персей освобождает Андромеду. Между 1620 и 1622. Дерево, масло. Берлинская картинная галерея

В обоих вариантах художник совместил несколько разновременных моментов. Лучшим по композиции считается вариант, находящийся в Эрмитаже. Морское чудище повержено, на щите Персея (в эрмитажном варианте) видна голова горгоны Медузы. Путы с Андромеды помогают снять амуры (или путти). Виктория, богиня победы, возлагает на голову Персея лавровый венок. Сам Персей представлен в образе римского воина: «Он словно сошёл с римской триумфальной арки» (М. В. Алпатов), его доспехи, алый плащ и классическая постановка фигуры с переносом тяжести тела на одну ногу, так называемый контрапост, и S-образная линия следуют традициям античных статуй.
Поза красавицы Андромеды повторяет античную «Венеру Целомудренную» (лат. Venus Pudica) — тип статуи Венеры, изображающей богиню обнажённой или полуобнажённой перед, или после купания, входящей или выходящей из воды (тип Афродита Анадиомена) и стеснительно прикрывающей одной рукой лоно, а другой грудь. Все варианты такой композиции восходят к древнегреческому оригиналу Афродиты Книдской (350—330 гг. до н. э.), произведению скульптора Праксителя, самому прославленному изображению богини красоты и любви в античности.

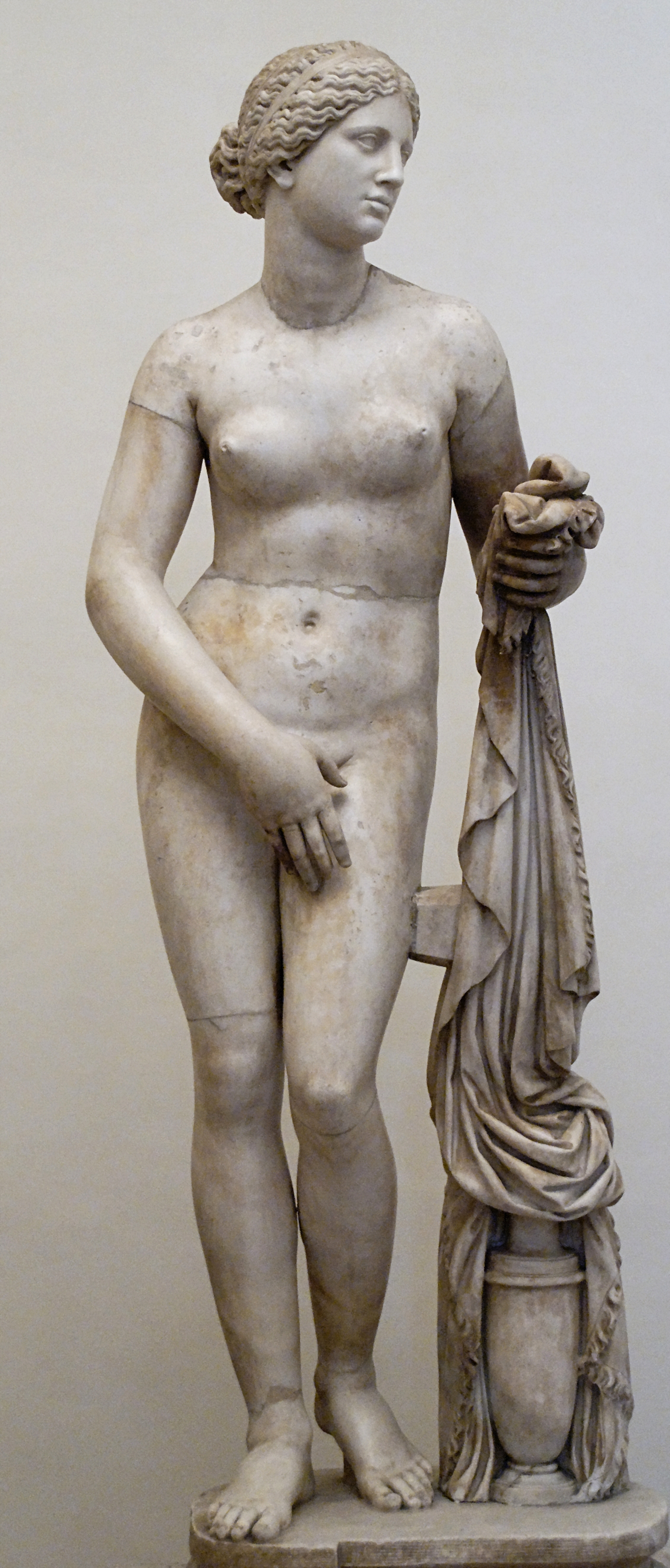
Афродита Книдская. Из коллекции Людовизи. Палаццо Альтемпс, Рим
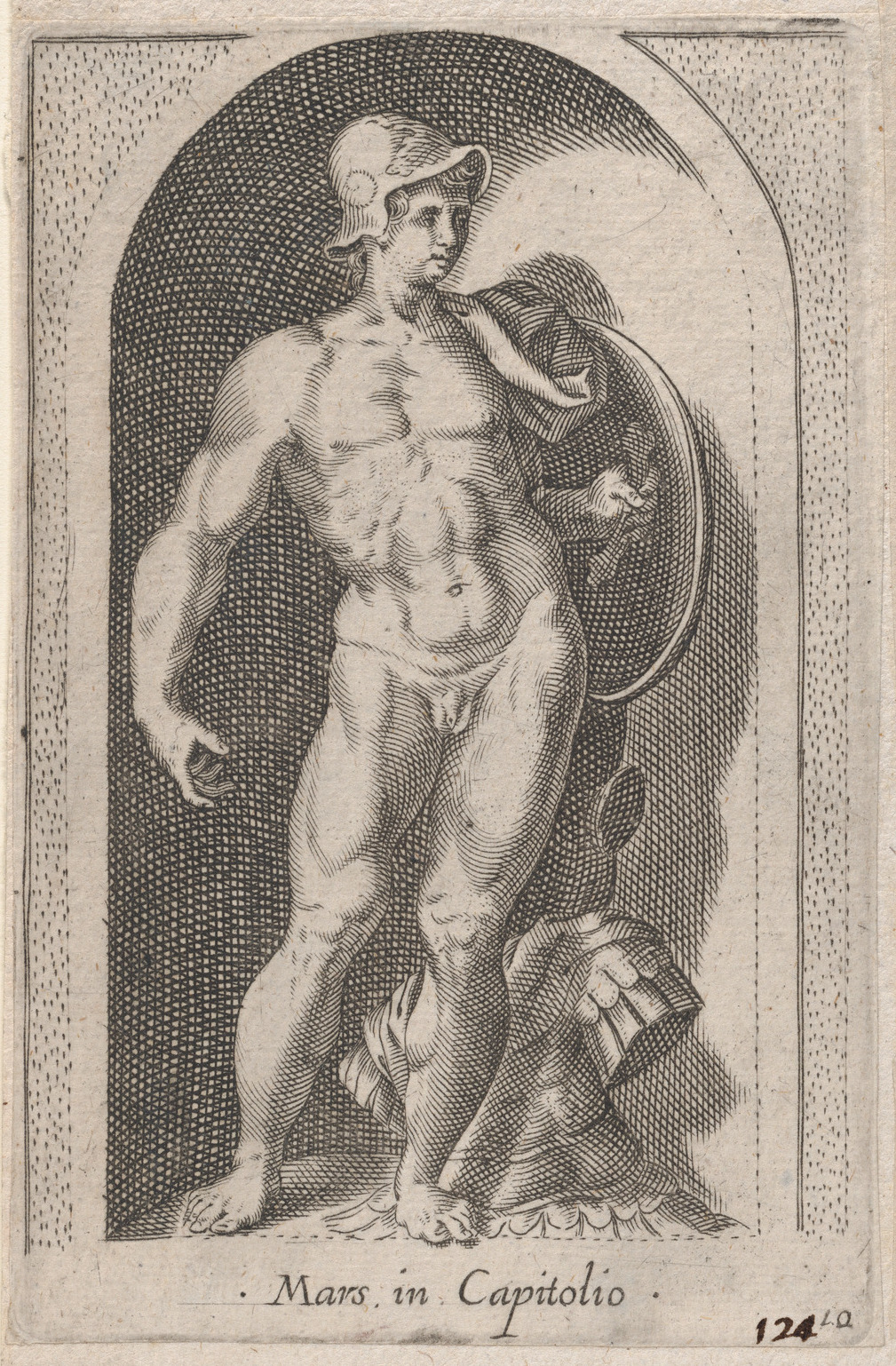
Марс Ультор (Мститель) из Капитолийского музея. Офорт XVI в.
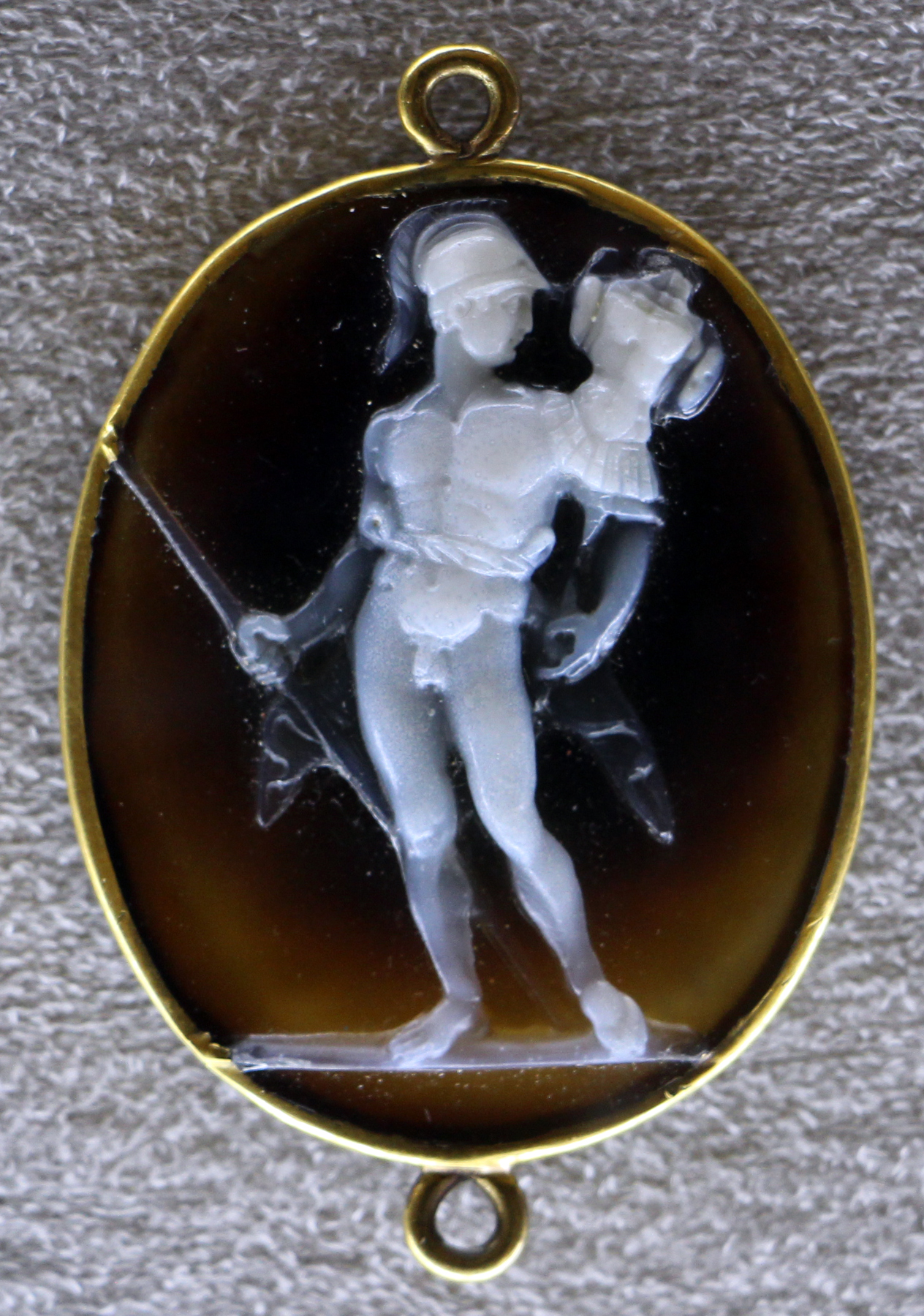
Тип Марса Ультора с трофеем. Римская гемма. Халцедон. Национальный археологический музей, Флоренция

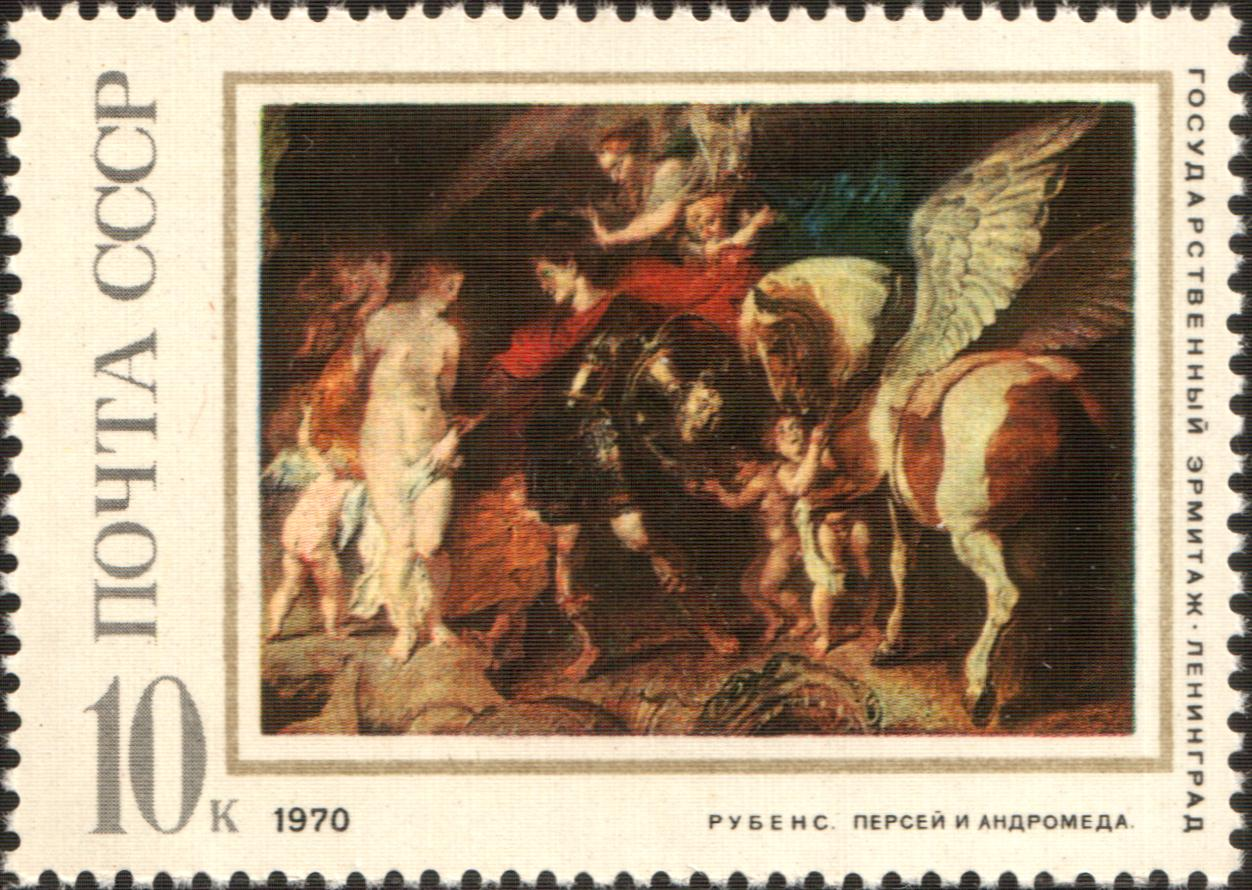
Марка СССР: «Персей и Андромеда» (Питер Пауль Рубенс). Серия: Зарубежная живопись в музеях СССР

«Рядом — крылатый конь Пегас, родившийся из крови горгоны, которого один из амуров держит под уздцы. Согласно традиционной иконографии, изображение амура (купидона), усмиряющего коня, представляет собой аллегорию умеренности, торжества разума над плотскими страстями. Однако у Рубенса, который со знанием дела, но всегда с юмором относился к разного рода аллегориям, амурчики ведут себя как шаловливые дети».
Оружие (отбрасываемые героем щит и шлем принимают амуры) символизирует победу любви над войной. Выстраивая композицию, художник, вероятно, пользовался не только текстом Овидия, который знал наизусть, но и сочинением Филострата «Картины» — эта книга была в библиотеке Рубенса. Филострат под стать истинному живописцу приводит красочное описание сюжета: «Чудовище лежит распростёртым у берега, заливая всё потоками крови, от которых море становится красным. Андромеду ж Эрот освобождает от оков… Девушка изображена на картине прекрасной… Кажется, как будто не верит она своему спасению, и радость её смешана с пережитым ужасом.. Смотрит она на Персея и уже посылает ему улыбку… Он глаз не спускает с девушки; ветер развивает его накидку — она была пурпурного цвета, но забрызгана пятнами крови…».
Однако живописец добавил тонкости красок и исторических аллюзий. Обнажённое тело Андромеды-Венеры сияет перламутром и отражается в металлическом панцире Персея. Герой в птеригах напоминает римского императора и, одновременно, статую Марса Ультора (Мстителя) из Капитолийского музея в Риме. Фигуру летящей Виктории художник заимствовал с античной камеи из своей коллекции (ныне хранится в Гааге). Исследователи находят и другие аналогии с произведениями античности из знаменитой рубенсовской коллекции его дома-мастерской в Антверпене. Фигуру Андромеды художник дополнил румянцем на щеках, а радуга в верхней части картины над фигурами символизирует брачный союз. Чудовищный змей в нижней части композиции может означать зло, поэтому некоторые историки видели в картине политическую аллегорию.
«Персей и Андромеда» — прекрасный образец стиля фламандского барокко. Мощное, но сдержанное движение картины развивается справа налево (в эрмитажном варианте), или слева направо (в берлинском). Сентиментальный сюжет поднимается до героического апофеоза как это часто бывает в произведениях Рубенса. Берлинский вариант картины (создан, вероятно, вторым) более повествователен и не столь эмоционален, как эрмитажный. Известно также, что фасад дома Рубенса в Антверпене украшало панно «Персей и Андромеда» (не сохранилось). Судя по описаниям и гравюрам, оно было близко эрмитажной картине. Эта композиция, возможно, выглядела гербом, эмблемой художника, девизом которой можно было бы сделать любимую фразу Рубенса из десятой «Эклоги» Вергилия: «Всё побеждает любовь» (Omnia vincit Amor).
Композицию обоих вариантов произведения Рубенса анализировал М. В. Алпатов. Он писал о том, что известные нам варианты различаются не хронологической последовательностью от более простого к более сложному; их различие существеннее. Алпатов прежде всего обратил внимание на то, что «в берлинской картине действие идёт слева направо, как строчки текста. В этом направлении обычно движутся у Рубенса стремительные вакхические шествия, похитители женщин, победоносное воинство… В эрмитажной картине движение идёт в обратном направлении — справа налево. Оно развивается не так легко и стремительно. Оно ведёт героя к его великой цели через преодолеваемые им препятствия» (формально такое различие объясняется психологическим воздействием «сильной» и «слабой» диагоналей изобразительной конструкции). При этом «формат картины образует правильный прямоугольник, представляющий собой сумму двух прямоугольников золотого сечения. На пересечении диагоналей картины находится голова Медузы — художник словно прибил трофей героя на самом видном месте… Андромеда — это подобие античного мрамора… пленительный отзвук Древней Эллады». Она выглядит «как богиня любви, открывшаяся взору героя в момент его славы».
Впоследствии Рубенс написал несколько близких композиций на тот же сюжет. Ещё один вариант имеется в Художественном музее Синебрюхова в Хельсинки, другой в частном собрании в Англии. Известен подготовительный рисунок с изображением Пегаса, который хранится в Галерее Альбертины в Вене.

## История приобретения эрмитажной картины
Первоначально картина была приобретена бароном Шёнборном. На распродаже его коллекции в Амстердаме 16 апреля 1738 года её с аукциона приобрёл саксонский министр граф Генрих фон Брюль, после смерти которого всё его собрание картин и рисунков в 1769 году было куплено российской императрицей Екатериной II и после приобретения выдающейся коллекции Эрнста Гоцковского положило начало собранию голландской и фламандской живописи Картинной галереи Эрмитажа.
В 1970 году Министерством связи СССР была выпущена почтовая марка с репродукцией этой картины, номинал марки — 10 копеек (№ 3958 по каталогу ЦФА).